# قیصری کوتاه

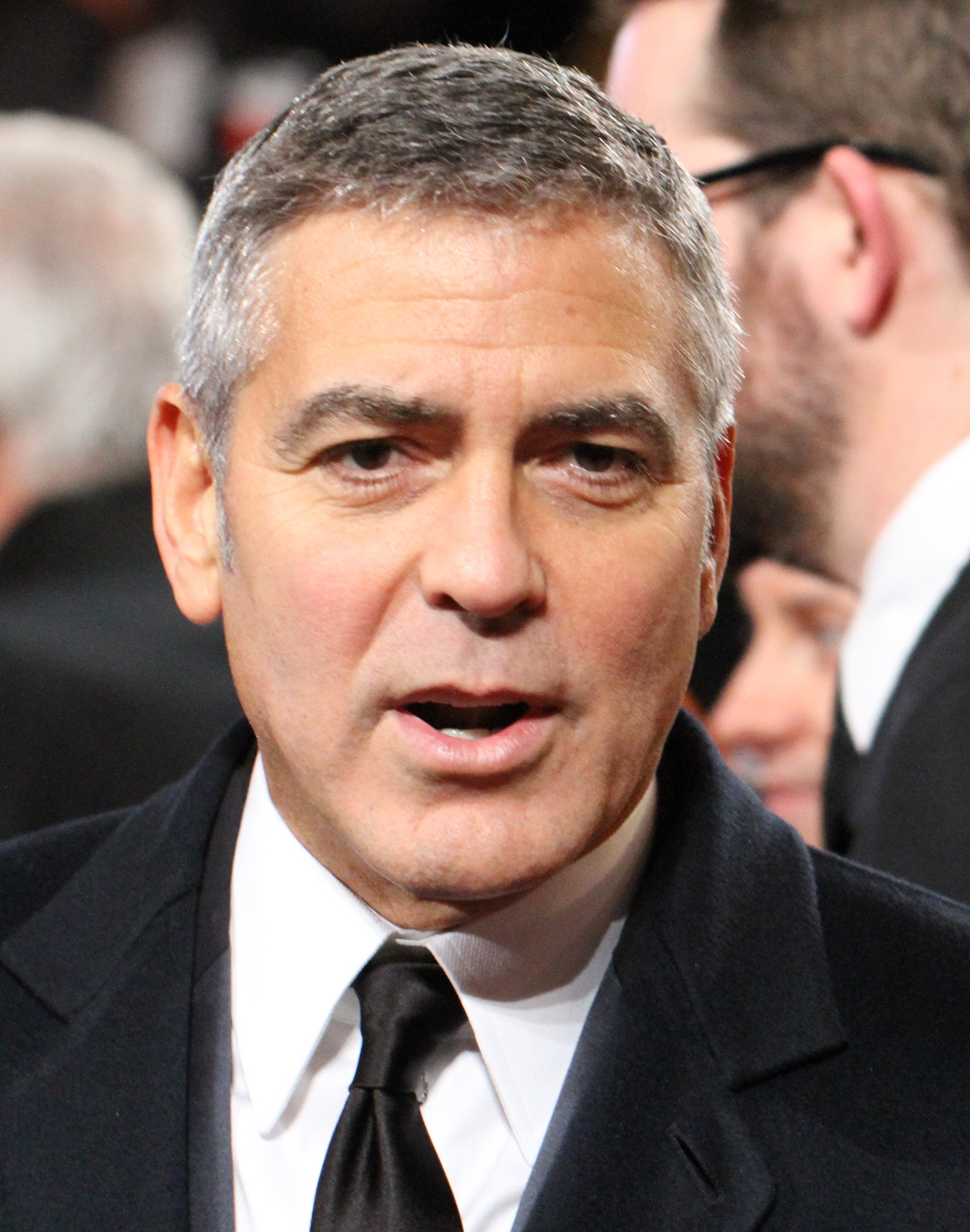
جرج کلونی

قیصری کوتاه نوعی مدل مو است که در آن اندازه مو کوتاه، مستقیم، به سمت جلو و افقی است. کوتاهی مو به اندازه ۲ تا ۵ سانتی متر است. اسم این مدل مو از فیلم قیصر به کارگردانی مسعود کیمیایی و با بازی بهروز وثوقی اقتباس شده است. در ایران پس از اکران این فیلم مدل موی قیصری بسیار پرطرفدار شد. این مدل مو در دهه ۱۹۹۰ و ۲۰۰۰ در میان پسران و مردان غربی و همچنین دختران نوجوان در دهه ۲۰۰۰ مرسوم بود.

## نمونه‌ها
- جورج کلونی در دهه ۱۹۹۰
- امینم اواخر دهه ۱۹۹۰ و اوایل دهه ۲۰۰۰
- بک‌استریت بویز و  برایان لیترل  در دهه ۱۹۹۰
- انسینک،  جاستین تیمبرلیک در اواخر دهه ۱۹۹۰